# 재일본대한민국민단

재일본대한민국민단의 로고

재일본대한민국민단(일본어: 在日本大韓民国民団 자이니혼다이칸민코쿠민단[*])은 일본에 거주하는 재일 한국인을 위한 단체이다. 보통 민단(일본어: 民団)으로 약칭한다. 본부는 도쿄도 미나토구에 있다.

## 개요
1946년 재일본조선거류민단이라는 이름으로 설립되었다. 1948년 대한민국 정부의 수립 후인 9월 28일 재일본대한민국거류민단으로 이름을 바꾸었고, 1994년 4월 20일에 재일본대한민국민단으로 이름을 바꾸었다. 회원 수는 약 50만 명이며, 일본인에 의한 법적 경제적 차별 철폐, 일본지방참정권부여, 한일교류 촉진 등의 주요 활동을 하고 있다. 민단은 산하에 금융기관 및 교육기관을 보유하고 있다.
1982년에는 민단에서 출자하여 신한은행을 설립했다.

## 역사

### 역대 중앙 단장
| 대수     | 이름               | 한자표기             | 취임            | 퇴임            | 비고                      |
| -------- | ------------------ | -------------------- | --------------- | --------------- | ------------------------- |
| 1~5대    | 박열               | 朴烈                 | 1946년 10월 3일 | 1949년 4월 1일  |                           |
| 6대      | 정한경             | 鄭翰景               | 1949년 4월 1일  | 1949년 6월 9일  |                           |
| 7, 8대   | 조규훈             |                      | 1949년 6월 9일  | 1950년 3월 25일 |                           |
| 9, 10대  | 김재화             | 金在華               | 1950년 3월 25일 | 1951년 4월 3일  |                           |
| 11대     | 원심창             | 元心昌               | 1951년 4월 3일  | 1952년 4월 3일  |                           |
| 12대     | 원심창 김현 김재화 | 元心昌 金光男 金在華 | 1952년 4월 3일  | 1952년 10월 4일 | 단장단 체제               |
| 13~16대  | 김재화             | 金在華               | 1952년 10월 4일 | 1955년 4월 13일 |                           |
| 17~19대  | 정찬진             |                      | 1955년 4월 13일 | 1958년 4월 26일 |                           |
| 20~21대  | 김재화             | 金在華               | 1958년 4월 26일 | 1959년 7월 14일 |                           |
| 22~23대  | 정인석             | 鄭寅錫               | 1959년 7월 14일 | 1960년 7월 25일 |                           |
| 24대     | 조영주             |                      | 1960년 7월 25일 | 1961년 5월 15일 |                           |
| 25~26대  | 권일               |                      | 1961년 5월 15일 | 1963년 5월 25일 |                           |
| 27대     | 김금석             | 金今石               | 1963년 5월 25일 | 1964년 7월 12일 |                           |
| 28~29대  | 권일               |                      | 1964년 7월 12일 | 1967년 6월 13일 |                           |
| 30대     | 이유천             |                      | 1967년 6월 13일 | 1969년 3월 26일 |                           |
| 31~32대  | 이희원             |                      | 1969년 3월 26일 | 1972년 8월 8일  |                           |
|          | 윤달용             | 尹達鏞               |                 |                 | 단장 대리                 |
| 33대     | 김정주             |                      | 1972년 8월 8일  | 1974년 3월 24일 |                           |
| 34대     | 윤달용             | 尹達鏞               | 1974년 3월 24일 | 1976년 3월 31일 |                           |
| 35대     | 조영주             |                      | 1976년 3월 31일 | 1979년 3월 28일 |                           |
| 36, 37대 | 장총명             |                      | 1979년 3월 28일 | 1985년 3월 18일 |                           |
| 38, 39대 | 박병헌             |                      | 1985년 3월 18일 | 1991년 3월 24일 |                           |
| 40대     | 정해룡             |                      | 1991년 3월 24일 | 1994년 4월 20일 | [ 1 ]                     |
| 41, 42대 | 신용상             |                      | 1994년 4월 20일 | 2000년 3월      |                           |
| 43, 44대 | 김재숙             |                      | 2000년 3월      | 2006년 2월      |                           |
| 45대     | 하병옥             |                      | 2006년 2월      | 2006년 9월      |                           |
| 46, 47대 | 정진               |                      | 2006년 9월      | 2012년 2월      |                           |
| 48, 49대 | 오공태             |                      | 2012년 2월      | 2018년 2월      | 재일동포 2세 출신 첫 단장 |
| 50대     | 여건이             | 呂健二               | 2018년 3월      | 현재            |                           |

## 관련 단체
- 재일본대한민국 부인회(在日本大韓民國婦人會)
- 재일학도위용군 동지회(在日學徒義勇軍同志會)
- 재일대한 체육회(在日大韓體育會)
- 일반사단법인 재일한국 상공회의소(一般社團法人在日韓國商工會議所)
- 재일본대한민국 청년회(在日本大韓民國靑年會)
- 재일본대한민국 학생회(在日本大韓民國學生會)
- 재일한국 과학기술자협회(在日韓國科學技術者協會)
- 재일한국인 법조포럼(在日韓國人法曹Forum)

## 교육기관
- 동경한국학교(東京韓国学校)
- 건국 유·소·중·고등학교(建国幼・小・中・高等学校)
- 오사카 금강 인터내셔널 소학교·중학교·고등학교(大阪金剛インタ－ナショナル小中高等学校)
- 교토 국제 중학교·고등학교(京都国際中学校・高等学校)

## 같이 보기
- 코리아타운
- 재외한인
- 재일본조선인총련합회
- 재일본한국인연합회